# Enzo Sereni

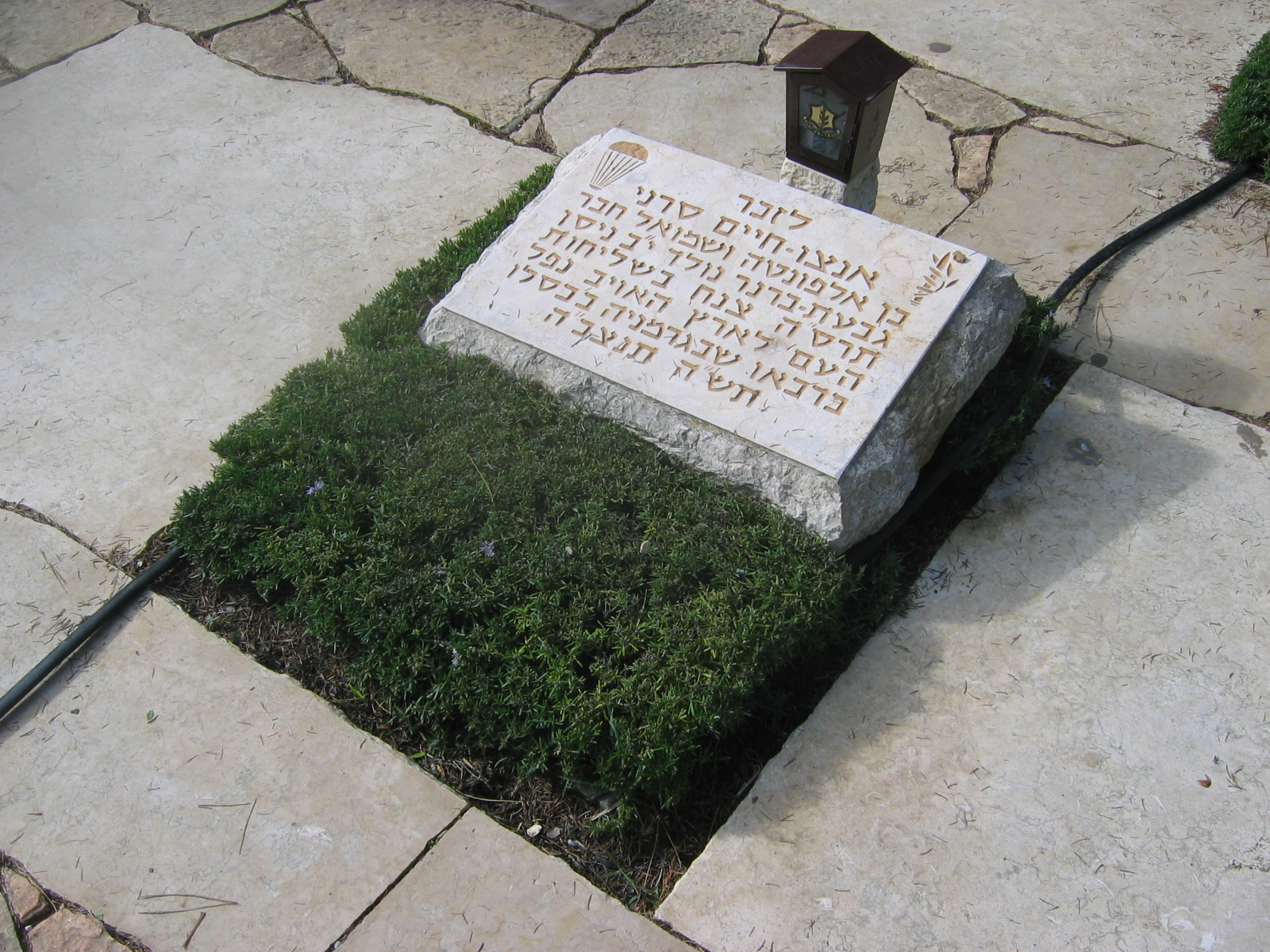
Monumento conmemorativo de Enzo Sereni en Monte Herzl en Jerusalén.

Enzo Haim Sereni (Roma, 17 de abril de 1905 - campo de concentración de Dachau, 18 de noviembre de 1944) fue un erudito, escritor y partisano italiano sionista, cofundador del kibutz Givat Brenner.
Era hermano de Emilio Sereni (1907-1977), partisano, militante comunista y senador de la República italiana.

## Biografía

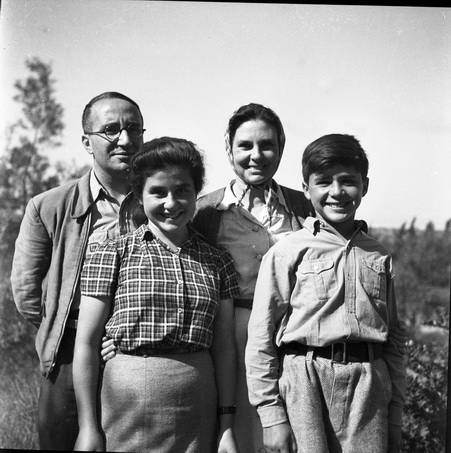

Sereni nació en Roma. Su padre era médico del rey de Italia. Se crio en una familia «asimilada», pero en su adolescencia se convirtió en sionista. Fue uno de los primeros sionistas italianos. Después de obtener su doctorado en la Universidad La Sapienza de Roma, en 1927 hizo aliyá (‘ascenso’ a Israel) al entonces «Mandato de Palestina». Trabajó en las plantaciones de naranjos en Rehovot, y ayudó a fundar el kibutz Givat Brenner. Como entusiasta socialista, Sereni también participó activamente en la organización sindical Histadrut. Era un pacifista que abogó por la convivencia entre judíos y árabes y la integración de ambas sociedades.
Entre 1931 y 1934 Sereni vivió en Europa para ayudar a muchos judíos a viajar a Palestina a través de la Aliyá Juvenil. Fue detenido brevemente por la Gestapo. Ayudó a organizar el movimiento Hechalutz en la Alemania nazi. Se involucró en el contrabando de dinero y personas fuera de Alemania. Sereni también fue enviado a Estados Unidos para ayudar a organizar el movimiento sionista estadounidense. Durante la Segunda Guerra Mundial se unió al ejército británico, y estuvo involucrado en la difusión de propaganda antifascista en Egipto. Los británicos lo enviaron también a Irak, y Sereni pasó parte de su tiempo en organizar una aliá (inmigración) clandestina. Sereni se metió en problemas con sus superiores británicos por sus puntos de vista sionistas y fue encarcelado brevemente por falsificar pasaportes.
Sereni, a continuación, ayudó a organizar la Unidad de paracaidistas de la SOE (Special Operations Executive: dirección de operaciones especiales) británica, que envió agentes a la Europa ocupada. Entre unos 250 alumnos voluntarios, fueron seleccionados unos 110 para la capacitación, y 33 fueron lanzados en paracaídas en Europa, incluyendo Sereni, a pesar de su edad relativamente avanzada (39 años). Otros mártires famosos que lanzó en paracaídas en Europa con esta unidad incluyen Hannah Szenes y Reik Haviva, que también fueron ejecutados y son considerados mártires. El 15 de mayo de 1944 fue lanzado en paracaídas en el norte de Italia, pero inmediatamente fue capturado. Según los registros, fue fusilado en el campo de concentración de Dachau el 18 de noviembre de 1944.

## Obra
Enzo Sereni fue traductor, autor de numerosos artículos, ensayos y volúmenes de historia del pensamiento religioso y de historia contemporánea. Antes de su aliyá (‘ascenso’, migración) a Palestina publicó muchos artículos en el semanario italiano Israel.
- Bernfeld, S. Storia della letteratura ebraica antica, traducción autorizada de Enzo Sereni. Turín: Bocca, 1926.
- Sereni, Enzo. «Toward e new orientation of zionist policity», en E. Ashery (recopilador): Jews and arabs in Palestine. Studies in a national and colonial problem. Nueva York: Hechalutz Press, 1936.
- Romano I., y Enzo Sereni. La questione ebraica. Tel Aviv (Israel): Cooperative Printing Hapoel-Hazair, 1939.
- Grupo Sionista Milanés. Enzo Sereni. Vita e brani scelti. Milán, Gruppo Sionistico Milanese: Hechaluz Keren Kajemeth le-Israel, 1947.
- Sereni, Enzo. Le origini del fascismo. Y. Viterbo (editor), introducción de M. G. Meriggi, posfacio de D. Bidussa. Scandicci (FI): La Nuova Italia, 1998.
- Sereni, Enzo. Politica e utopia. Lettere 1926-1943, a cura di D. Bidussa e M.G. Meriggi. Milano, La Nuova italia, 2000.
- Sereni, Enzo. «A Roma dopo le leggi razziali», en A. Cavaglion, y G. P. Romagnani: Le interdizioni del Duce. Le leggi razziali in Italia. Turín: Claudiana, 2002.

## Honras

### Eponimia
- El kibutz Netzer Sereni lleva su epónimo, al igual que muchas calles en todo Israel.